# Schizonycha africana
Schizonycha africana är en skalbaggsart som beskrevs av François Louis Nompar de Caumont de Laporte 1840. Schizonycha africana ingår i släktet Schizonycha och familjen Melolonthidae. Inga underarter finns listade i Catalogue of Life.